# Kudzanai Chiurai
Kudzanai Chiurai, né en 1981 à Harare, est un artiste plasticien zimbabwéen qui vit aujourd'hui en Afrique du Sud.